# Юдін Тихон Іванович
Ти́хон Іва́нович Ю́дін  (1879,  Тульська губернія — †1949, Москва) — психіатр, засновник вітчизняної генетики психічних захворювань, доктор медичних наук, професор, заслужений діяч науки УССР, завідувач кафедри психіатрії Казанського університету, II Харьківського медичного інституту, Московського медичного інституту, директор Інституту клінічної психоневрології.

## Життєпис
Народився у 1879 році в Тульській губернії.
Навчався в  Московському  університеті. Ще зі студентських років цікавився психіатрією, відвідував психіатричну клініку медичного факультету та слухав лекції В.П. Сербського та А.Н. Бернштейна. Після закінчення університету з відзнакою (1903) продовжив навчання в клінічній ординатурі психіатричної клініки цього ж університету.
У 1906 р. обрався в комітет лікарів з управління університетською клінікою. Через проблеми на роботі залишає клініку й переїзджає до Харкова. Працює ординатором, а згодом стає заступником головного лікаря Харківської губернської земської психіатричної лікарні (Сабурова дача).
З 1909 по 1912 рр. був секретарем редакції «Харьковского медицинского журнала», а також, як член господарської комісії Харківської медичної громади брав участь в організації Харківського жіночого медичного інституту. У 1908 та 1910 рр. з науковою метою відвідав Францію, Німеччину та Італію.
У 1912 р. повернувся до Москви, обіймав посаду ординатора в психіаричній лікарні на Канатчиковій дачі (зараз Московська психіатрична лікарня ім. П. П. Кащенка). З 1912 по 1914 рр. був редактором журналу «Современная психиатрия», вів розділ хроніки. В ці роки слухав лекції професора Е. Крепеліна в Мюнхені.
Під час Першої світової війни у серпні 1914 р. був призваний на воєнну службу. З 1915 по 1918 рр. знаходився в полоні, де працював старшим лікарем в лазареті для радянських та французьких полонених в Сувалках. Повернувшись з полону, працює асистентом в психіатричній клініці Московського університету, активно займається педагогічною та науковою діяльністю.
У 1919–1924 рр. член президіуму медичного факультету університету, в 1922 р. — член правління I  Московського державного університету (І МДУ), у 1922 р. — член бюро Московської секції наукових працівників, 1921–1924 рр. — член медичних кваліфікаційно-методичних зборів при Наркомпросі, 1922–1924 рр. — професор Академії Комвиховання ім. Н. К. Крупської та у 1922–1924 рр. — професор психіатрії Московського інституту дефективної дитини. Був одним з організаторів Перщого з'їзду союзу російських психіатрів (1911), ініціатором вивчення «спадкових відносин» при психічних захворюваннях.
У 1921 р. захистив дисертацію доктора медичних наук на тему: «Наследственность душевных болезней». Став одним із перших помічників П.Б. Ганнушкіна на кафедрі  психіатрії Московського державного університету.
У 1924 р. його запросили очолити кафедру психіатрії Казанського університету та Окружну психіатричну лікарню Татарськой республіки. Незабаром став деканом медичного факультету Казанського університету. Став головою Казанського об'єднання невропатологів і психіатрів, редактором "Казанського медичного  журналу".
В 1931 р. переїжджає до Харкова, де працював директором Клінічного інституту (Інститут клінічної психоневрології) та віце-президентом Всеукраїнської психоневрологчної академії. З 1937 р. — директор, далі — заступник директора з науки Українського психоневрологічного інституту та завідував кафедрою психіатрії Харківського медичного інституту (1932 -1943).
Під час Великої Вітчизняної війни Т.І. Юдін завідував  науковою частиною  невро-психіатрічного  шпиталю, а з 1945  р. очолював  кафедру ІІІ Московського  медичного  інституту, де і працював до самої  смерті.

## Наукова діяльність
Науковець цікавився практичною психіатрією, питаннями розвитку психіатричної допомоги населенню, вивчав спадкові психози.
Праці та наукові дослідження присвячені шизофренії, симптоматичним психозам, травмам головного мозку, проблемам організаційної психіатрії.
Особливу увагу  приділяв вивченню особливостей статури людського тіла й її зв'язку зі структурою особистості й характером психопатології. Цю тему продовжив досліджквати його учень - М. П. Андрєєв.
Вивчав питання клінічної генетики психічних захворювань, клініки психічних розладів, організаційних питань психіатричної служби та історії психіатрії.

## Праці
Автор понад 100 праць з питань спадковості й ролі екзогенних факторів, інтоксикацій в етіології психозів, шизофренії, прогресивного паралічу, епілепсії тощо.
Перші наукові праці часів університету: «Психозы у близнецов» (1907) и «О сходстве психозов у братьев и сестёр» (1907)
Дисертація «Наследственность душевных болезней» (1922)
Під час Першої світової (в полоні) вивчав питання голодної хвороби, висвітлив у доповіді Московському терапевтичному товариству «Голодная болезнь» (1919) та праці «Расстройство чувствительности при голодании» (1922)
Монографія «Евгеника. Учение об улучшении природных свойств человека» (1925, 1928)
Монографія «Психопатические конституции» (1926)
Монографія «Очерки истории отечественной психиатрии» (1951)
Велика кількість невеликих статей у "Большой медицинской энциклопедии", "Большой советской энциклопедии", "Украинской энциклопедии". Реферати, рецензії й нотатки — в журналах «Современная психиатрия», «Современная психоневрология», «Советская психоневрология», «Журнал невропатологии и психиатрии им. С. С. Корсакова», «Казанский медицинский журнал», «Харьковский медицинский журнал», «Русский евгенический журнал», «Центральный реферативный журнал», «Врачебное дело» и других.